# Zygonemertes zhenylebedevi
Zygonemertes zhenylebedevi är en djurart som tillhör fylumet slemmaskar, och som beskrevs av Chernyshev 1991. Zygonemertes zhenylebedevi ingår i släktet Zygonemertes och familjen Amphiporidae. Inga underarter finns listade i Catalogue of Life.